# Mali Ston
Mali Ston je manjše naselje in pristanišče na Pelješcu, ki leži na severozahodnem delu obale Malega Stonskega kanala na koncu manjšega zaliva pod 219 m visokim hribom Bartolomije; upravno spada v občino Ston/Ston in v Dubrovniško-neretvansko županijo.

## Zgodovina
Mali Ston so ustanovili Dubrovčani leta 1333, Stari del naselja je obzidan z obzidjem grajenim v dveh delih. S kopne strani je bilo obzidje grajeno v letih 1336 do 1347, z morske strani pa leta 1358, ko so zgradili tudi pristaniška vrata. Na vzpetini nad mestom so 1347 pričeli graditi trdnjavo s petimi obrambni stolpi, ki so obrnjeni proti morju. Trdnjavo so kasneje poimenovali Koruna. Od trdnjave se proti Stonu vije obrambni zid, imenovan Veliki zid. Veliki zid ima odvojen krak obrambnega zida do trdnjave Pozvizd, zgrajene 1335 na istoimenskem hribu.
Gradnjo pristanišča  v Malem Stonu so dokončali 1490. Pristanišče je grajeno po vzgledu na Dubrovniško pristanišče. Tudi v tem pristanišču so bili trije  arzenali, v katerih so gradili in popravljali manjše bojne ladje. Slanica (skladišče soli), ki je dobro ohranjena stavba in stoji ob obali, je bila postavljena v letih 1462−1481. Stavbe niso uporabljali samo za skadišče,saj so nad njim imeli stanovanja mestni veljaki.

## Demografija
| Pregled števila prebivalcev po letih | Pregled števila prebivalcev po letih | Pregled števila prebivalcev po letih | Pregled števila prebivalcev po letih | Pregled števila prebivalcev po letih | Pregled števila prebivalcev po letih | Pregled števila prebivalcev po letih | Pregled števila prebivalcev po letih | Pregled števila prebivalcev po letih | Pregled števila prebivalcev po letih | Pregled števila prebivalcev po letih | Pregled števila prebivalcev po letih | Pregled števila prebivalcev po letih | Pregled števila prebivalcev po letih | Pregled števila prebivalcev po letih |
| ------------------------------------ | ------------------------------------ | ------------------------------------ | ------------------------------------ | ------------------------------------ | ------------------------------------ | ------------------------------------ | ------------------------------------ | ------------------------------------ | ------------------------------------ | ------------------------------------ | ------------------------------------ | ------------------------------------ | ------------------------------------ | ------------------------------------ |
| 1857                                 | 1869                                 | 1880                                 | 1890                                 | 1900                                 | 1910                                 | 1921                                 | 1931                                 | 1948                                 | 1953                                 | 1961                                 | 1971                                 | 1981                                 | 1991                                 | 2001                                 |
| 220                                  | 0                                    | 228                                  | 254                                  | 261                                  | 251                                  | 225                                  | 238                                  | 225                                  | 231                                  | 202                                  | 169                                  | 152                                  | 152                                  | 165                                  |